# Теодора Хазарска
Теодора Хазарска (грчки: Θεοδώρα των Χαζάρων) је била византијска царица (705-711), друга супруга Јустинијана II. 

## Биографија
Јустинијан је први пут дошао на византијски престо 685. године. Десет година касније свргнут је у државном удару кога је организовао стратег Леонтије. Јустинијанов нос и очи су одсечени и послат је на Херсон на Криму. Тамо је провео следећих седам година и није изазивао немире. Побуњеници који су свргли Леонтија ковали су планове да на престо врате Јустинијана, те је Тиберије III издао наређење да се ухапси и доведе у Цариград. Сазнавши за то, Јустинијан је побегао из Херсона на двор хазарског владара Бусира. Бусир је пријатељски дочекао бившег византијског цара и дао му за жену своју сестру. Њено име није познато, а 703. године прешла је у хришћанство и понела ново име: Теодора. Могуће да је име изабрано по Теодори, супрузи Јустинијана I. Бусир је брачном пару поклонио поседе и кућу у Фанагорији. 
Тиберије је покушао да се повеже са Бусиром. Нудио му је савезништво у замену за Јустинијанову главу. Бусир је, по Теофану Исповеднику, око 704. године послао двојицу људи да убију Јустинијана. Теодора је сазнала за то и упозорила свог супруга. Јустинијан се успео спасити бекством у рибарском бродићу назад у Херсон. Теодора је остала код брата у притвору. Јустинијанов и Теодорин син Тиберије родио се у том периоду. Јустинијан је 705. године склопио савез са Тервелом Бугарским. Са војском од 15.000 коњаника Јустинијан је успео да заузме престоницу и преузме власт, свргавши Тиберија. Теодора је тако постала нова царица, мада се још увек налазила код брата у притвору. 
Према хроници Теофана Исповедника и "Хронографикону" Нићифора I, Јустинијан је планирао да нападне Бусара и ослободи супругу. Он је послао флоту у Азовско море, али је она страдала у бури. Бусар је потом јавио зету да рат није потребан и да ће ослободити Теодору. Бусарови посланици обавестили су Јустинијана и о постојању Тиберија. Теодора је доведена у Цариград и крунисана за царицу, док је њен син Тиберије крунисан за савладара, како би се обезбедила наследна линија. Јустинијан се показао немилосрдним у освети над присталицама Леонтија и Тиберија. То му је стварало много непријатеља. Против Јустинијанове владавине подигнута је 711. године побуна на Херсону. Предводио ју је Филипик Вардан. Бусир је помагао устанике. 
Јустинијан се налазио у Јерменији када је побуна почела, те није стигао на време да се врати у престоницу и организује одбрану. Ухапшен је и погубљен изван града децембра 711. године. Његова глава послата је Филипику Вардану као трофеј. Анастасија, Јустинијанова мајка, покушала је да склони свог унука, али је и он погубљен. Тиме је истребљена Ираклијева династија. 
Да ли је у овој побуни страдала и Теодора, није познато. Теофан и Нићифор је не помињу у опису побуне Филипика Вардана. Јован Зонара претпоставља да је и она убијена, али је он своје дело писао четири века после догађаја, те је његова поузданост упитна. Гробница Теодоре није позната, као ни тачна година смрти. 

### Потомство
Теодора и Јустинијан имали су једно дете: 
- Тиберије (око 705. - 711.), убијен по наређењу Филипика Вардана.